# ブレット・ハーパー
ブレット・デイヴィッド・ハーパー（Brett David Harper , 1981年7月31日 - ）は、アメリカ合衆国ユタ州ソルトレイクシティ出身の元プロ野球選手（内野手）。
実父はミネソタ・ツインズの捕手として活躍し、1991年のワールドシリーズ制覇に貢献したブライアン・ハーパー。

## 経歴

### マイナー・独立リーグ時代
2000年のMLBドラフト会議でニューヨーク・メッツに45巡目で指名され、入団。メジャー経験は無く、マイナーリーグ通算802試合出場で122本塁打を放った。
2010年シーズンは当初、アトランティックリーグに加盟するランカスター・バーンストーマーズ（当時の同僚に仁志敏久とライアン・マルハーンがいる）でプレーした。5月16日からオークランド・アスレチックス傘下3Aのサクラメント・リバーキャッツでプレーしていたが、6月3日に解雇された。

### 横浜時代

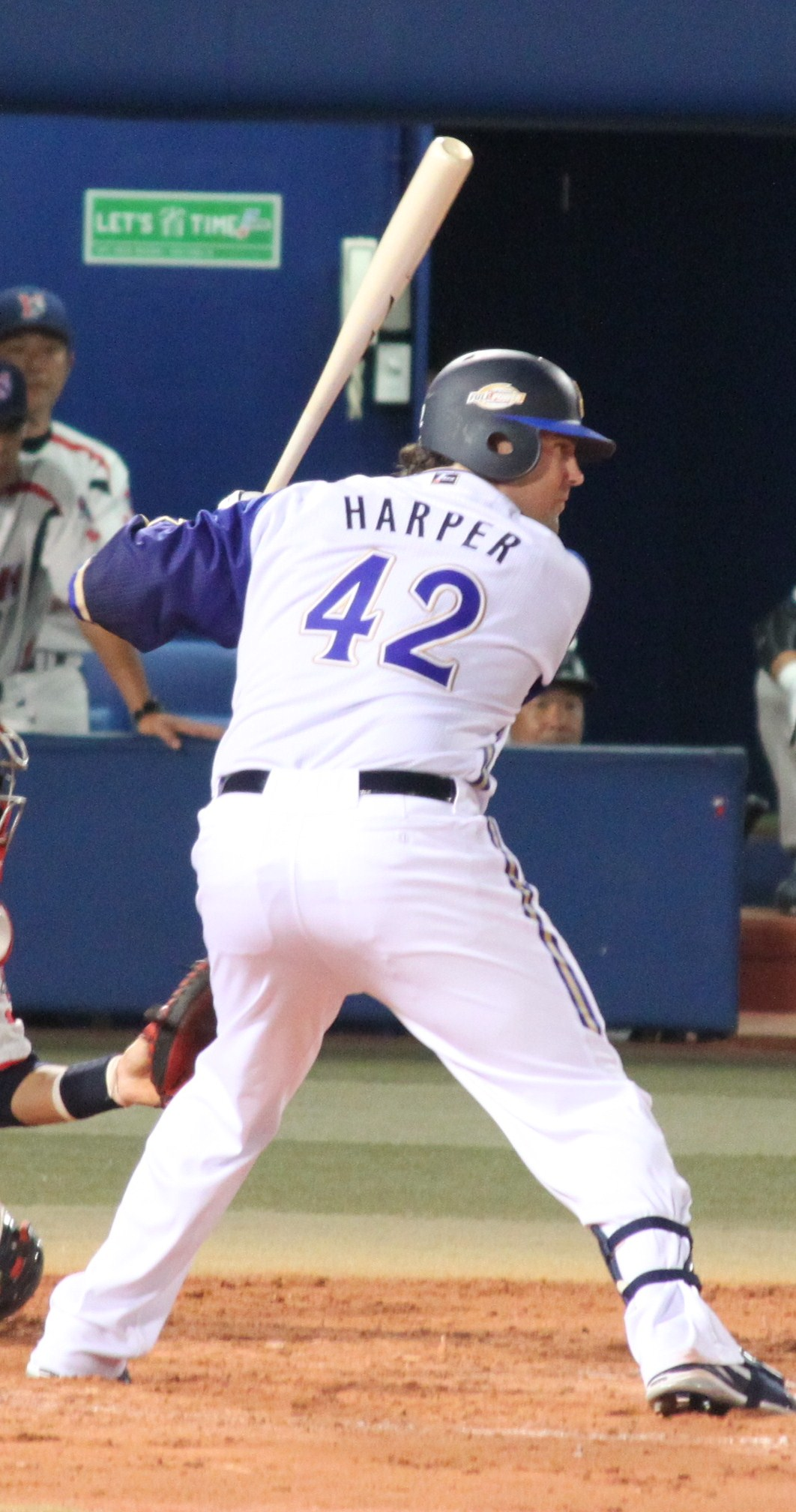
横浜時代（2010年8月8日、横浜スタジアム）

2010年6月14日から15日にかけて横浜ベイスターズの入団テストを受験し、合格。6月22日にシーズン終了までの契約、最大年俸1000万円（出場数に応じた変動制）で合意し、6月25日に入団会見が行われた。背番号は42。加入後すぐに打線の中軸を担い、7月18日の対読売ジャイアンツ戦（横浜スタジアム）ではマーク・クルーンからライトに劇的な逆転サヨナラ満塁本塁打を放った。一塁守備や走塁で足を引っ張る場面はあったものの、一時は4割を超える打率を残すなど打撃でチームに大きく貢献した。一定の成績を残したこともあり、シーズン終了後に年俸3000万円(推定)の1年契約で横浜と再契約を結んだ。
2011年は、開幕から主に5番・一塁手で起用された。5月11日の巨人戦（東京ドーム）で澤村拓一から決勝本塁打を放ったが徐々に不調に陥り、途中加入した中村紀洋と併用される事が多くなった。8月下旬からは若手起用の方針からスタメンを外れることが多く、9月24日に二軍降格するとそのままアメリカに帰国。結局、シーズン全体でわずか9本塁打に終わり期待された長打力は発揮できず、11月25日に球団から戦力外が発表された。

### 横浜退団後
2012年はメキシカンリーグのモンクローバ・スティーラーズと契約。85試合の出場で打率.343、27本塁打の成績を残していた。

### 楽天時代
7月6日、長距離砲を必要としていた東北楽天ゴールデンイーグルスと契約合意。シーズン終了までの契約で、年俸1500万円。背番号は68。しかし、19試合で打率1割台・本塁打0と全くの期待外れに終わり、オフに解雇された。

### 楽天退団後
2013年は再びモンクローバ・スティーラーズでプレー。
2014年は所属球団がなかったが、2015年6月9日に再びモンクローバ・スティーラーズと契約。シーズン終了後の10月21日にトレードでキンタナロー・タイガースに移籍した。
2016年2月2日に解雇となる。3月8日に独立リーグ・アメリカン・アソシエーションのセントポール・セインツと契約するが、公式戦には出場することなく4月12日にメキシカンリーグのメキシコシティ・レッドデビルズと契約。5試合に出場後、19日にトレードでオアハカ・ウォーリアーズに移籍。オフに解雇された。

## 選手としての特徴
フォロースイングが非常に大きいため、振った後のバットが捕手に当たることがある。2011年6月12日の対北海道日本ハムファイターズ戦では、大野奨太の頭部にバットが直撃し、大野は4針を縫う怪我を負った。
2010年は左投手に対して打率.262と苦手にしたが、右投手に対して打率.348、得点圏打率.357と勝負強さを発揮した。
横浜時代の応援歌は大野雄次を経て、ラリー・シーツに使用されたものが流用されていた。

## 詳細情報

### 年度別打撃成績
| 年 度     | 球 団     | 試 合 | 打 席 | 打 数 | 得 点 | 安 打 | 二 塁 打 | 三 塁 打 | 本 塁 打 | 塁 打 | 打 点 | 盗 塁 | 盗 塁 死 | 犠 打 | 犠 飛 | 四 球 | 敬 遠 | 死 球 | 三 振 | 併 殺 打 | 打 率 | 出 塁 率 | 長 打 率 | O P S |
| --------- | --------- | ----- | ----- | ----- | ----- | ----- | -------- | -------- | -------- | ----- | ----- | ----- | -------- | ----- | ----- | ----- | ----- | ----- | ----- | -------- | ----- | -------- | -------- | ----- |
| 2010      | 横浜      | 64    | 261   | 225   | 27    | 71    | 6        | 0        | 19       | 134   | 56    | 0     | 0        | 0     | 4     | 28    | 0     | 4     | 58    | 7        | .316  | .395     | .596     | .991  |
| 2011      | 横浜      | 103   | 350   | 320   | 23    | 89    | 17       | 0        | 9        | 133   | 39    | 0     | 0        | 0     | 3     | 27    | 1     | 0     | 87    | 15       | .278  | .331     | .416     | .747  |
| 2012      | 楽天      | 19    | 51    | 46    | 2     | 8     | 2        | 0        | 0        | 10    | 1     | 0     | 0        | 0     | 0     | 3     | 0     | 2     | 16    | 1        | .174  | .255     | .217     | .472  |
| 通算：3年 | 通算：3年 | 186   | 662   | 591   | 52    | 168   | 25       | 0        | 28       | 277   | 96    | 0     | 0        | 0     | 7     | 58    | 1     | 6     | 161   | 23       | .284  | .350     | .469     | .819  |

### 年度別守備成績
| 年 度 | 一塁  | 一塁  | 一塁  | 一塁  | 一塁  | 一塁     |
| 年 度 | 試 合 | 刺 殺 | 補 殺 | 失 策 | 併 殺 | 守 備 率 |
| ----- | ----- | ----- | ----- | ----- | ----- | -------- |
| 2010  | 63    | 512   | 28    | 4     | 47    | .993     |
| 2011  | 79    | 603   | 33    | 3     | 45    | .995     |
| 通算  | 142   | 1115  | 61    | 7     | 92    | .994     |

### 記録
NPB
- 初出場・初先発出場：2010年7月6日、対中日ドラゴンズ10回戦（横浜スタジアム）、6番・一塁手で先発出場
- 初安打・初本塁打・初打点：同上、4回裏にチェン・ウェインから右越ソロ

### 背番号
- 42 （2010年途中 - 2011年）
- 68 （2012年途中 - 同年終了）
- 33 （2013年 - ）